# Championnats du monde d'Ironman 2000
Navigation
Édition précédente Édition suivante
Les championnats du monde d'Ironman 2000 se déroule le 14 octobre 2000 à Kailua-Kona dans l'État d'Hawaï. Ils sont organisés par la World Triathlon Corporation.

## Résultats du championnat du monde

### Hommes
| Pos.     | Temps           | Nom               | Pays        | Détail temps | Détail temps | Détail temps    | Détail temps | Détail temps    |
| Pos.     | Temps           | Nom               | Pays        | Natation     | T1           | Cyclisme        | T2           | Course à pied   |
| -------- | --------------- | ----------------- | ----------- | ------------ | ------------ | --------------- | ------------ | --------------- |
|          | 8 h 21 min 00 s | Peter Reid        | Canada      | 51 min 45 s  | 48 s         | 4 h 39 min 32 s | 42 s         | 2 h 48 min 10 s |
|          | 8 h 23 min 09 s | Timothy DeBoom    | États-Unis  | 50 min 33 s  | 1 min 04 s   | 4 h 40 min 30 s | 1 min 01 s   | 2 h 49 min 59 s |
|          | 8 h 26 min 44 s | Normann Stadler   | Allemagne   | 52 min 51 s  | 1 min 19 s   | 4 h 35 min 14 s | 1 min 18 s   | 2 h 56 min 00 s |
| 4        | 8 h 28 min 14 s | Lothar Leder      | Allemagne   | 51 min 41 s  | 1 min 02 s   | 4 h 43 min 58 s | 1 min 04 s   | 2 h 50 min 26 s |
| 5        | 8 h 33 min 34 s | Thomas Hellriegel | Allemagne   | 51 min 52 s  | 1 min 51 s   | 4 h 38 min 25 s | 1 min 28 s   | 2 h 59 min 57 s |
| 6        | 8 h 35 min 37 s | Christoph Mauch   | Suisse      | 51 min 39 s  | 1 min 05 s   | 4 h 39 min 05 s | 1 min 06 s   | 3 h 02 min 40 s |
| 7        | 8 h 39 min 17 s | Péter Kropkó      | Hongrie     | 51 min 38 s  | 2 min 03 s   | 4 h 51 min 03 s | 2 min 03 s   | 2 h 52 min 28 s |
| 8        | 8 h 43 min 05 s | Spencer Smith     | Royaume-Uni | 50 min 47 s  | 56 s         | 4 h 41 min 33 s | 1 min 17 s   | 3 h 08 min 31 s |
| 9        | 8 h 45 min 23 s | Cameron Widoff    | États-Unis  | 51 min 53 s  | 50 s         | 4 h 56 min 31 s | 1 min 56 s   | 2 h 54 min 11 s |
| 10       | 8 h 46 min 20 s | Ken Glah          | États-Unis  | 51 min 32 s  | 1 min 08 s   | 4 h 39 min 40 s | 1 min 04 s   | 3 h 12 min 55 s |
| Source : |                 |                   |             |              |              |                 |              |                 |

### Femmes
| Pos.     | Temps            | Nom              | Pays       | Détail temps    | Détail temps | Détail temps    | Détail temps | Détail temps    |
| Pos.     | Temps            | Nom              | Pays       | Natation        | T1           | Cyclisme        | T2           | Course à pied   |
| -------- | ---------------- | ---------------- | ---------- | --------------- | ------------ | --------------- | ------------ | --------------- |
|          | 09 h 26 min 16 s | Natascha Badmann | Suisse     | 58 min 04 s     | 1 min 08 s   | 5 h 06 min 42 s | 1 min 18 s   | 3 h 19 min 02 s |
|          | 09 h 29 min 04 s | Lori Bowden      | Canada     | 1 h 00 min 26 s | 1 min 34 s   | 5 h 21 min 33 s | 1 min 11 s   | 3 h 04 min 19 s |
|          | 09 h 31 min 28 s | Fernanda Keller  | Brésil     | 56 min 37 s     | 1 min 02 s   | 5 h 22 min 11 s | 52 s         | 3 h 10 min 43 s |
| 4        | 09 h 35 min 21 s | Beth Zinkand     | États-Unis | 54 min 06 s     | 1 min 17 s   | 5 h 23 min 13 s | 1 min 22 s   | 3 h 15 min 22 s |
| 5        | 09 h 40 min 23 s | Joanna Zeiger    | États-Unis | 50 min 52 s     | 1 min 20 s   | 5 h 40 min 20 s | 1 min 25 s   | 3 h 06 min 24 s |
| 6        | 09 h 49 min 28 s | Lisa Bentley     | Canada     | 57 min 23 s     | 1 min 08 s   | 5 h 35 min 35 s | 2 min 02 s   | 3 h 13 min 18 s |
| 7        | 09 h 53 min 38 s | Suzanne Nielsen  | Danemark   | 54 min 33 s     | 1 min 30 s   | 5 h 35 min 07 s | 1 min 46 s   | 3 h 20 min 39 s |
| 8        | 09 h 54 min 13 s | Wendy Ingraham   | États-Unis | 50 min 49 s     | 1 min 43 s   | 5 h 28 min 37 s | 2 min 28 s   | 3 h 30 min 35 s |
| 9        | 09 h 56 min 28 s | Lena Wahlqvist   | Suède      | 54 min 54 s     | 1 min 16 s   | 5 h 32 min 49 s | 1 min 11 s   | 3 h 26 min 16 s |
| 10       | 10 h 00 min 36 s | Gina Kehr        | États-Unis | 51 min 36 s     | 1 min 57 s   | 5 h 44 min 26 s | 1 min 34 s   | 3 h 21 min 02 s |
| Source : |                  |                  |            |                 |              |                 |              |                 |